# Kamasamudra, Arsikere
Kamasamudra là một làng thuộc tehsil Arsikere, huyện Hassan, bang Karnataka, Ấn Độ.